# Ismaïla Sarr
Ismaïla Sarr (* 25. Februar 1998 in Saint-Louis) ist ein senegalesischer Fußballspieler auf der Position eines Flügelspielers. Er steht bei Crystal Palace unter Vertrag und spielt seit 2016 für die senegalesische Fußballnationalmannschaft.

## Vereinskarriere

### Karrierebeginn in der Heimat
Ismaïla Sarr wurde am 25. Februar 1998 in der Stadt Saint-Louis an der Nordwestküste Senegals geboren. Spätestens im Jahre 2009 schloss er sich der Jugend des im Jahre 2000 in der senegalesischen Hauptstadt Dakar gegründeten Klubs Génération Foot an. Dort durchlief er sämtliche Nachwuchsspielklassen und kam noch in jungen Jahren in der Herrenmannschaft zum Einsatz. Als Stammspieler absolvierte er im Jahre 2015 unter anderem das Finalspiel der Coupe du Sénégal 2015 und steuerte zum 4:3-Sieg in der Verlängerung gegen Casa Sports ein Elfmetertor bei. Beim Klub und dessen Akademie, die auch als Ausbildungsstätte des FC Metz dienen, agierte er in der Saison 2015/16 auch in der Liga als Stammspieler und stieg mit der Mannschaft am Saisonende in die höchste senegalesische Fußballliga auf. Erst 2014/15 war die Mannschaft aus der Drittklassigkeit in die Ligue 2 Senegals aufgestiegen.

### Wechsel nach Frankreich
Nachdem in der Vergangenheit bereits Spieler wie Papiss Demba Cissé, Sadio Mané oder Diafra Sakho den Sprung von Génération Foot in den französischen Profifußball zum FC Metz geschafft hatten, wurde dies im Sommer 2016 auch Ismaïla Sarr zuteil. Der 18-Jährige unterschrieb beim Neuaufsteiger in die französische Ligue 1 einen Fünfjahresvertrag und debütierte bereits im ersten Ligaspiel am 13. August 2016 bei einem 3:2-Heimsieg über den OSC Lille, als er von Trainer Philippe Hinschberger in der 73. Minute für Florent Mollet auf den Rasen kam und drei Minuten später gefoult wurde, was zu einem Elfmeter führte, der durch Mevlüt Erdinç den 2:2-Ausgleich brachte. Im weiteren Saisonverlauf setzte ihn Hinschberger zumeist abwechselnd als Link- und Rechtsaußen ein, wobei Sarr sich auch mehrfach als Torschütze und Vorlagengeber eintragen konnte. Dabei galt er vor allem im letzten Saisondrittel als offensivgefährlich und steuerte über den gesamten Saisonverlauf hinweg bei 31 Meisterschaftseinsätzen fünf Tore und ebenso viele Assists bei. Hinzu kamen zwei Einsätze in der Coupe de la Ligue 2016/17, in der er mit seiner Mannschaft im Viertelfinale mit 0:2 gegen Paris Saint-Germain ausschied. Aufgrund von Knöchelproblemen und Oberschenkelzerrungen fiel er im Laufe der Saison mehrfach aus, fand aber immer wieder den Weg zur in die Startelf.

### Für 17 Millionen Euro zu Stade Rennes
Aufgrund seiner Leistungen in der abgelaufenen Saison wurde Sarr in weiterer Folge von diversen Klubs umworben und unterschrieb am 26. Juli 2017 einen Vierjahresvertrag bei Stade Rennes. Die kolportierte Ablösesumme betrug dabei etwa 17 Millionen Euro, was Sarr damit zum zweitteuersten Transfer in der Geschichte des FC Metz machte. Inklusive Bonuszahlungen, die zwischen den beiden Vereinen vereinbart wurden, soll sich die Summe auf rund 30 Millionen Euro belaufen. Auch der FC Barcelona war an dem Flügelspieler interessiert und hatte ein Angebot gelegt. Andere Interessenten waren unter anderem Borussia Dortmund, RB Leipzig oder Newcastle United. Bereits im ersten Saisonspiel ließ ihn Trainer Christian Gourcuff am 5. August 2017 über die volle Spieldauer als Mittelstürmer beim 1:1-Auswärtsremis gegen die ES Troyes AC auflaufen. In den nachfolgenden sechs Ligapartien setzte ihn Gourcuff weiterhin als startender Mittelstürmer ein, wobei Sarr ein Tor erzielte und zwei weitere Tore vorbereitete.
Beim 2:2-Auswärtsremis gegen die AS Saint-Étienne am 24. September 2017 zog er sich bei einem Zweikampf mit Kévin Théophile-Catherine einen Riss der Achillessehne zu, musste in weiterer Folge operiert werden und fiel daraufhin bis Anfang des Jahres 2018 verletzungsbedingt aus. Am 7. Januar 2018 kam er bei einer 1:6-Heimspielniederlage gegen Paris Saint-Germain in der ersten Runde der Coupe de France 2017/18 zu seinem Comeback, war aber nur als Ersatzspieler am Rasen. Nach einem weiteren Kurzeinsatz im Viertelfinale der Coupe de la Ligue 2017/18 gegen den FC Toulouse feierte er wenige Tage später auch seine Rückkehr in der Liga. Bis zum Ende der Saison 2017/18 absolvierte Sarr bis auf zwei Spiele, in denen er nicht im Kader war, alle restlichen Ligapartien und schloss die Spielzeit mit der Mannschaft auf dem fünften Tabellenplatz im Endklassement ab. In der Coupe de la Ligue wurde er zudem auch noch in der Halbfinalpartie eingesetzt, schied dort jedoch mit der Mannschaft ebenfalls gegen den späteren Meister Paris Saint-Germain aus. Bei insgesamt 24 Ligaspielen, die der Senegalese in dieser Saison absolvierte, kam er, wie bereits in der Saison davor, auf eine Bilanz von fünf Toren und ebenso vielen Treffern.

### FC Watford
Im Sommer 2019 wechselte er zum FC Watford als deren damaliger Rekordtransfer.

### Olympique Marseille
Im Juli 2023 schloss er sich dem französischen Erstligisten Olympique Marseille an.

### Crystal Palace
Im August 2024 wechselte Saar zu Crystal Palace, wo er einen Vertrag über fünf Jahre erhielt.

## Nationalmannschaftskarriere
Im Jahre 2015 brachte es der 17-jährige Sarr zu vier Einsätzen für die senegalesische U-23-Nationalmannschaft bei der U-23-Fußball-Afrikameisterschaft 2015 im eigenen Land. Während er in den ersten beiden Gruppenspiel je eine Torvorlage beigesteuert hatte, saß er im dritten Gruppenspiel gegen die Alterskollegen aus Sambia uneingesetzt auf der Ersatzbank. Ab dem nachfolgenden Halbfinale, das Senegal knapp mit 0:1 gegen Nigeria verlor, setzte ihn Trainer Joseph Koto wieder auf der Position des Linksaußen ein. Ebenso absolvierte er das gesamte Spiel um Platz 3, das erst im Elfmeterschießen in einer Niederlage gegen Südafrika endete. Aufgrund seiner Leistungen beim FC Metz wurde er im August 2016 erstmals in die senegalesische A-Nationalmannschaft einberufen und gab am 3. September 2016 bei einem 2:0-Sieg in einem Gruppenspiel der Qualifikation zum Afrika-Cup 2017 gegen Namibia sein Teamdebüt; ab der 67. Minute ersetzte er Sadio Mané.
Nach erfolgreicher Qualifikation, Senegal hatte alle seine sechs Gruppenspiele gewonnen, nahm Sarr mit der Mannschaft an der Vorbereitung auf den Mitte Januar 2017 beginnenden Afrika-Cup 2017 teil und wurde im Zuge dieser in zwei Freundschaftsspielen gegen Libyen und die Republik Kongo eingesetzt. Im Spiel gegen Libyen leistete er in Minute 18 die Vorarbeit zur Moussa Sows Treffer zum 1:0 und erzielte in der 63. Spielminute selbst das Tor zur 2:0-Führung; die Partie endete mit 2:1. Im nachfolgenden Afrika-Cup 2017 setzte ihn der senegalesische Nationaltrainer Aliou Cissé in den ersten beiden Gruppenspielen gegen Tunesien und Simbabwe nur als Ersatzspieler ein; lediglich im darauffolgenden dritten Gruppenspiel gegen Algerien spielte Sarr über die vollen 90 Minuten durch. Als Sieger der Gruppe B zog der Senegal ins Viertelfinale ein und schied in diesem knapp im Elfmeterschießen gegen den späteren Afrikameister Kamerun vom laufenden Wettbewerb aus. In dieser Partie saß Sarr uneingesetzt auf der Ersatzbank. Mit gerade einmal 18 Jahren war er der jüngste Teilnehmer aller Nationen an diesem Großturnier. Damit war er 26 Jahre jünger als der älteste Teilnehmer Essam El-Hadary.
Sein nächster Länderspieleinsatz sollte daraufhin einige Monate dauern; am 5. Juni kam er in einem freundschaftlichen Länderspiel gegen Uganda zum Einsatz und absolvierte wenige Tage später das erste Gruppenspiel der Qualifikation zum Afrika-Cup 2019 gegen Äquatorialguinea. Knapp drei Monate später kam er in zwei Qualifikationsspielen zur WM 2018 gegen Burkina Faso zum Einsatz und steuerte im zweiten Spiel am 5. September einen Treffer bei. Danach dauerte es ein weiteres halbes Jahr, ehe Sarr weitere Länderspieleinsätze verzeichnen konnte. Im März 2018 kam er daraufhin in zwei Freundschaftsspielen gegen Usbekistan und Bosnien-Herzegowina zum Einsatz. Bis dato (Stand: 21. Mai 2018) war Sarr in mindestens 13 Länderspielen im Einsatz und erzielte dabei zwei Tore. Für die WM 2018 in Russland wurde Sarr nominiert. Er stand beim Vorrundenaus in allen drei Partien über die gesamte Spielzeit auf dem Platz.
Beim Afrika-Cup 2019 in Ägypten gehört Sarr zum senegalesischen Aufgebot. Im letzten Gruppenspiel, dem 3:0-Sieg gegen Kenia, erzielte Sarr die Führung zum 1:0 und gab wenige Minuten später die Vorlage zum Endstand.

## Erfolge
- Senegalesischer Pokalsieger: 2015
- Aufstieg in die senegalesische Ligue 2: 2014/15
- Aufstieg in die senegalesische Ligue 1: 2015/16
- Afrika-Cup-Sieger: 2022